# يربوع كبير سميك الذيل
اليربوع الكبير سميك الذيل (الاسم العلمي: Pygeretmus shitkovi) نوع من القوارض من فصيلة اليربوعيات، متوطن في كازاخستان.